# Dasineura lamiicola
Dasineura lamiicola är en tvåvingeart som först beskrevs av Josef Mik 1888.  Dasineura lamiicola ingår i släktet Dasineura och familjen gallmyggor. Inga underarter finns listade i Catalogue of Life.